# Lars Ohly
Lars Ohly (né le 13 janvier 1957 à Spånga-Tensta) est un homme politique suédois, et président de 2004 à 2012 du Parti de gauche.

## Biographie
Lars Ohly est né à Spånga à Stockholm. Il est le fils du pasteur Harald Ohly. En 1976 il commence à travailler aux Chemins de fer de l’État de Suède, l'entreprise ferroviaire publique. Il y est d’abord poinçonneur et ensuite surveillant de train avant de devenir chef de train. Pendant les années de cheminot il est actif au sein du syndicat. 

### Parcours politique
En 1970, à l’âge de 13 ans, Lars Ohly rejoint l’organisation de jeunesse du Parti du peuple. Il la quitte pourtant après que Lars Leijonborg a accédé à sa présidence en 1971. En 1978 il rallie la Jeunesse communiste et l’année après le Parti de gauche – Les communistes (renommé le Parti de gauche en 1990). Ayant en 1987 intégré son conseil exécutif en tant que remplaçant et en 1990 en tant que membre ordinaire, il est de 1994 secrétaire national du parti. En 1998 il est élu député au Riksdag pour la circonscription de la Commune de Stockholm.

#### Président du Parti de gauche
Le 20 février 2004 Lars Ohly devient président du Parti de gauche. Il prend donc le relais de Ulla Hoffman, présidente intérimaire depuis la démission de Gudrun Schyman survenue en janvier 2003. Le fait qu’il se qualifie toujours de communiste, bien que son parti ait renoncé à cette désignation en 1990 déjà, occasionne un débat intense. En octobre 2005 Lars Ohly annonce pourtant qu’il ne se considère plus communiste.   
La réussite électorale ayant échappé au Parti de gauche lors des élections législatives de 2006 ainsi que de 2010, Lars Ohly annonce en août 2011 qu’il ne briguera pas un autre mandat de présidence. Le 6 janvier 2012 il est remplacé par Jonas Sjöstedt.

## Vie privée
Lars Ohly est marié à Åsa Hagelstedt. Il a deux enfants nés d’un mariage antérieur.